# Jiří Navrátil (politik)
Jiří Navrátil (* 13. června 1977 Nový Jičín) je český politik, od října 2021 poslanec Poslanecké sněmovny PČR, od roku 2012 zastupitel Moravskoslezského kraje (v letech 2016 až 2024 navíc náměstek hejtmana), od roku 2010 zastupitel a místostarosta obce Mořkov na Novojičínsku, člen KDU-ČSL.

## Život
Mládí prožil ve městě Kopřivnice. Středoškolské vzdělání úspěšně ukončil v oblasti ekonomie. Následně si vzdělání doplnil o studium bakalářské se zaměřením na sociální práci, a to na Vysoké škole medzinárodného podnikania ISM Slovakia v Prešově (získal titul Bc.).
Od roku 2000 působil na pozici asistenta senátora Senátu PČR Jaroslava Šuly z KDU-ČSL. O dva roky později se stal okresním tajemníkem KDU-ČSL v okrese Nový Jičín, od roku 2010 zastával funkci krajského tajemníka KDU-ČSL Moravskoslezského kraje. Působil také jako asistent poslance Poslanecké sněmovny PČR Tomáše Podivínského a senátora Senátu PČR Jiřího Carbola (oba z KDU-ČSL).
Jiří Navrátil žije v obci Mořkov na Novojičínsku. Mezi jeho zájmy patří cestování, příroda a kultura.
27. října 2022 se přihlásil k homosexuální orientaci, údajně v reakci na vraždu dvou lidí u gay klubu v Bratislavě z 12. října. 5. ledna 2023 se v tisku objevila informace, že poslanec vládní strany v Praze měl znásilnit maséra, kterého si opakovaně pozval na základě inzerátu z června 2022 na webu Amatéři.com. Ke znásilnění mělo 11. října 2022 dojít ve služebním bytě, kam si politik maséra pozval. Po otevření dveří měl mít v televizi puštěné gay porno a měl masérovi ukazovat erotické pomůcky. Poté ho měl politik přivázat k posteli a znásilnit. Dne 6. ledna 2023 odpoledne média uvedla, že tímto politikem měl být právě Jiří Navrátil. Ten nařčení odmítl s tím, že jsou zcela vymyšlená. V dubnu 2023 Policie ČR sdělila, že kriminalisté případ prověřili a nakonec jej odložili, protože oznámené skutečnosti se nepotvrdily a trestný čin se nestal.

## Politické působení
V komunálních volbách v roce 2006 kandidoval za KDU-ČSL do Zastupitelstva města Kopřivnice, ale neuspěl. V průběhu volebního období se přestěhoval a ve volbách v roce 2010 byl zvolen zastupitelem obce Mořkov, zároveň se stal i místostarostou obce. Obě funkce (zastupitele i místostarosty) pak obhájil ve volbách v letech 2014 a 2018. V komunálních volbách v roce 2022 kandidoval do zastupitelstva Mořkova z 2. místa kandidátky KDU-ČSL. Vlivem preferenčních hlasů však skončil první, a obhájil tak mandát zastupitele obce. Dne 24. října 2022 byl zvolen místostarostou obce.
V krajských volbách v roce 2004 kandidoval za KDU-ČSL do Zastupitelstva Moravskoslezského kraje, ale neuspěl. Zvolen byl až ve volbách v roce 2012. Mandát krajského zastupitele obhájil ve volbách v roce 2016, v listopadu 2016 se navíc stal náměstkem hejtmana pro oblast sociální. Rovněž ve volbách v roce 2020 obhájil post krajského zastupitele a v listopadu 2020 se opět stal náměstkem hejtmana pro oblast sociální.
Ve volbách do Poslanecké sněmovny PČR v letech 2006 a 2013 kandidoval za KDU-ČSL v Moravskoslezském kraji, ale ani jednou neuspěl. Ve volbách do Poslanecké sněmovny PČR v roce 2021 kandidoval z pozice člena KDU-ČSL na 8. místě kandidátky koalice SPOLU (tj. ODS, KDU-ČSL a TOP 09) v Moravskoslezském kraji. Vlivem 6 607 preferenčních hlasů však skončil nakonec šestý, a stal se tak poslancem.
V krajských volbách v roce 2024 obhájil jako člen KDU-ČSL mandát zastupitele Moravskoslezského kraje, a to na kandidátce subjektu „SPOLU MSK“ (tj. ODS, KDU-ČSL a TOP 09). Post náměstka hejtmana však neobhájil.